# Championnat de Chypre de football 1954-1955
Navigation
Saison précédente Saison suivante
La saison 1954-1955 du Championnat de Chypre de football était la 18e édition officielle du championnat de première division à Chypre. Les dix meilleurs clubs du pays se retrouvent au sein d'une poule unique, la Cypriot First Division, où ils s'affrontent deux fois, à domicile et à l'extérieur. Avec dix clubs inscrits, cette saison bat le record du nombre de participants.
L'AEL Limassol remporte le titre en terminant en tête du championnat, devant le tenant, Pezoporikos Larnaca, 2e à 5 points et le premier club promu de D2, l'Aris Limassol, qui termine sur le podium. C'est le 3e titre de champion de Chypre de l'histoire de l'AEL. Cette saison revêt un enjeu supplémentaire puisque le dernier du classement en fin de saison sera directement relégué en deuxième division.
À noter que c'est la dernière saison du Çetinkaya Türk SK au sein du championnat de Chypre puisque le club rejoindra le championnat de Chypre du Nord à partir de la saison prochaine.

## Les 10 clubs participants
| - APOEL Nicosie - Çetinkaya Türk SK - AEL Limassol - Olympiakos Nicosie - Omonia Nicosie | - AYMA Nicosie - EPA Larnaca - Pezoporikos Larnaca - Anorthosis Famagouste - Aris Limassol - Promu de D2 |

## Compétition

### Classement
Le barème utilisé pour établir le classement est le suivant :
- Victoire : 2 points
- Match nul : 1 point
- Défaite : 0 point

| Rang | Équipe                | Pts | J  | G  | N | P  | Bp | Bc | Diff |
| ---- | --------------------- | --- | -- | -- | - | -- | -- | -- | ---- |
| 1    | AEL Limassol          | 29  | 18 | 13 | 3 | 2  | 40 | 19 | +21  |
| 2    | Pezoporikos Larnaca T | 24  | 18 | 10 | 4 | 4  | 45 | 19 | +26  |
| 3    | APOEL Nicosie         | 23  | 18 | 8  | 7 | 3  | 37 | 25 | +12  |
| 4    | Çetinkaya Türk SK     | 20  | 18 | 8  | 4 | 6  | 30 | 24 | +6   |
| 5    | EPA Larnaca C         | 18  | 18 | 7  | 4 | 7  | 38 | 33 | +5   |
| 6    | Omonia Nicosie        | 17  | 18 | 7  | 3 | 8  | 29 | 27 | +2   |
| 7    | Anorthosis Famagouste | 16  | 18 | 6  | 4 | 8  | 35 | 31 | +4   |
| 8    | AYMA Nicosie          | 16  | 18 | 5  | 6 | 7  | 35 | 44 | -9   |
| 9    | Olympiakos Nicosie    | 11  | 18 | 5  | 1 | 12 | 24 | 55 | -31  |
| 10   | Aris Limassol P       | 6   | 18 | 1  | 4 | 13 | 15 | 51 | -36  |

|  | Vainqueur du championnat de Chypre 1954-1955                                           |
|  | Relégation directe en deuxième division                                                |
|  | T : Tenant du titre C : Vainqueur de la Coupe de Chypre P : Promu de deuxième division |

## Bilan de la saison
| Championnat de Chypre de football 1954-1955 |                         |
| Champion                                    | AEL Limassol (3e titre) |
| Coupes et trophées                          |                         |
| Vainqueur de la Coupe de Chypre 1954-1955   | EPA Larnaca             |
| Promotions et relégations                   |                         |
| Promus en Cypriot First Division            | Nea Salamina            |
| Relégués en Cypriot Second Division         | Aris Limassol           |